# Presto (album)
A Presto a kanadai Rush együttes tizenharmadik stúdióalbuma (összességében a tizenhatodik nagylemeze), amely 1989 novemberében jelent meg. Ez volt az együttes első albuma új kiadójuk, az Atlantic Records számára, és először dolgoztak együtt Rupert Hine pop-producerrel.
Az album aranylemez lett az Egyesült Államokban, Kanadában pedig platina. A Billboard 200-as albumlistáján a 16. helyig jutott, míg a brit albumlistán 27. lett. 2004-ben a Rush Remasters sorozatban digitálisan feljavított hangzással adták ki újra az albumot.
Az 1980-as évek Rush-lemezeire jellemző szintetizátor-orientált hangzás a Presto albumon megváltozott. A gitár újra egyenrangú szerepet tölt be a hangszerelésben a billentyűs hangszerekkel, és Geddy Lee énekdallamai előtérbe kerültek. A Rolling Stone magazin kritikusa szerint nem minden dal született eredeti ötletből: a Red Tide egy The Police-dal (a Message in a Bottle), míg az Anagram (for Mongo) egy Foreigner-szám (a Long, Long Way From Home) újrahasznosítása.

## Az album dalai
1. Show Don't Tell – 5:01
2. Chain Lightning – 4:33
3. The Pass – 4:51
4. War Paint – 5:24
5. Scars – 4:07
6. Presto – 5:45
7. Superconductor – 4:47
8. Anagram (for Mongo) – 4:00
9. Red Tide – 4:29
10. Hand Over Fist – 4:11
11. Available Light – 5:03

## Közreműködők
- Geddy Lee – ének, basszusgitár, szintetizátor
- Alex Lifeson – elektromos gitár, akusztikus gitár
- Neil Peart – akusztikus és elektromos dobok, ütőhangszerek
- Rupert Hine – billentyűs hangszerek, vokál
- Jason Sniderman – billentyűs hangszerek

## Külső hivatkozások
- Rush hivatalos honlap
- Rush-diszkográfia – Prog Archives
- Superconductor videóklip
- The Pass videóklip